# Ruben et Bilha
L’histoire de Ruben et Bilha (hébreu : מעשה ראובן ובלהה Ma῾aśê Reʾûḇen ou-Bilhâ), est un épisode biblique du Livre de la Genèse.
Résumant l’histoire en deux versets, la Bible raconte qu’après la mort de Rachel, Ruben qui est le fils aîné d’Israël, couche avec Bilha, servante de Rachel et concubine de son père.
L’épisode a des conséquences aussi importantes qu’il paraît mineur: c’est lui qu’Israël invoque pour priver Ruben de son droit d’aînesse, et beaucoup d’encre coule dès l’antiquité pour clarifier la nature de l’acte ou ses motifs, d’aucuns appelant à supprimer ce passage du lectionnaire. La Bible précise pourtant qu’Israël a douze fils, et Ruben est appelé à jouer un rôle dans le devenir du peuple — comment dès lors concilier ces deux réalités? Quelle fut sa place au sein de ses frères ? Était-il rédimable ? L’a-t-il été ?

## Récit biblique selon le texte massorétique
D’après le texte hébraïque tel qu’il a été transmis par l’école massorétique de Tibériade, Ruben couche avec Bilha, concubine de son père, à Migdal Eder où Israël a dressé sa tente après avoir enterré Rachel. Un espace de quelques lettres sépare l’information selon laquelle « Israël en fut instruit » de la suite du verset, « Or, les fils de Jacob furent douze. »

## Exégèses intra-bibliques du récit de Ruben et Bilha

### Le récit dans son contexte
Lu isolément, Gn 35:22 décrit sans ambages un acte de débauche mais il apparaît sous une autre lumière lorsqu’il est confronté à son contexte immédiat, avec d’une part la mort de Rachel et, d’autre part, la liste généalogique des fils de Jacob qui commence au second membre de Gn 35:22 et s’étend sur quatre versets. L’insertion de l’acte de Ruben avant cette liste qui fait ostensiblement à la suite de la naissance du dernier fils d’Israël mais établit l’ordre des naissances d’après les mères, définit les relations entre les protagonistes de Gn 35:22: fils de Léa, Ruben est le premier-né de Jacob (Gn 35:23), tandis que Bilha est la servante de Rachel (Gn 35:25) qui l’a donnée pour femme à Jacob afin qu’il enfante d’elle (Gn 30:4). Dans ce contexte, l’acte de Ruben se lit comme le passage à l’acte d’un fils qui aurait voulu couper tout rapport entre son père et la rivale de sa mère, en déshonorant celle qui lui avait été autrefois substituée. Bilha — à laquelle la Bible n’accorde la parole ni à ce moment ni lorsque Rachel décida de l’utiliser comme mère-porteuse — est par ailleurs qualifiée de « concubine » alors qu’elle est l’« épouse » de Jacob en Gn 30:4 et Gn 37:2, de sorte que la gravité de l’offense de Ruben semble atténuée.
Cette lecture est renforcée par la longue histoire du conflit entre les deux filles de Laban pour l’affection de leur mari qui s’est traduit jusque dans les noms qu’elles ont donné à la plupart de leurs enfants biologiques ou adoptifs (he) ; Ruben avait déjà pris part à ces luttes en ramenant des mandragores pour sa mère, et la Bible le relate dans les mêmes termes qu’en Gn 35:22 puiqu’il est dit dans les deux cas que « Ruben alla » et qu’en conséquence, un homme « coucha » (Gn 30:14-16) ; cependant, Léa est centrale dans le premier récit alors qu’elle est absente du second.
Jacob — dont la réaction se fait attendre dans le récit même — semble donc n’y avoir vu qu’un acte d’impétuosité lorsqu’il annonce en guise de bénédiction à son fils (he) « premier-né, orgueil et prémices de [s]a vigueur » et, par conséquent, « premier en dignité et premier en puissance » qu’il a perdu ces avantages car il a « attenté au lit paternel [et] flétri alors l’honneur de [s]a couche » (Gn 49:3-4), bien que l’acte auquel le patriarche fait vraisemblablement allusion ne soit pas explicitement décrit ni la femme mentionnée. Les avantages perdus par Ruben sont conférés dans la suite de la bénédiction à Joseph et Juda, concluant une série d’épisodes où Ruben n’a pu ni mener ses visées à bien, ni s’imposer sur son frère cadet qui a, de plus, proclamé publiquement ses torts.

### Le récit et ses échos bibliques
Bien que Ruben n’ait pas été explicitement maudit par Jacob, et qu’il ne tombe théoriquement ni sous le coup de la prohibition de coucher avec la femme du père (Lv 18:8) ni sous la malédiction proclamée par ses descendants sur le mont Hébal (Dt 27:20) car elles sont édictées longtemps après sa mort, Moïse n’en souhaite pas moins (he) « que Ruben vive et soit immortel, que sa population soit innombrable! » (Dt 33:6), ce qui suggère qu’il en est passible jusqu’à cette bénédiction propitiatoire ; Juda qui avait pris l’ascendant sur Ruben dans la bénédiction de Jacob, lui est de surcroît subordonné.
Cette idée parcourt aussi les guerres de succession après la mort de David où Absalon, suivant le conseil d’Ahitofel, couche avec les concubines de son père pour marquer son autorité sur les autres candidats, et où Adonias déclare sa flamme à Abisag la Sunamite, dernière concubine de son père.
C’est aussi de la sorte que l’a compris le Chroniste lorsqu’il explique dans cinq versets construits en chiasme autour de Juda, que Ruben était le premier-né mais que, comme il avait profané la couche de son père, son droit d’aînesse avait été transféré aux fils de Joseph fils d’Israël bien qu’il restât nominalement le premier-né (I Chr 5:1-2).